# Adelskerk
Onder adelskerk verstaat men de situatie dat op het einde van de vroege of agrarische middeleeuwen vele kloosters of kapittels van seculiere kerken  bemand waren door personen met een adellijke titel. Aldus vergrootte de adel zijn kerkelijke bevoegdheden. Tegenover adelskerk kan men het begrip Rijkskerkenstelsel plaatsen, waarbij de bisschoppen meer wereldse macht toebedeeld kregen van de vorst.

## Toelichting
Tegen het einde van de vroege middeleeuwen kalfde de christelijke eenheid af door wantoestanden in de Kerk. Deze werden deels veroorzaakt door de intrede van hoge adel in de kloosters en zijn invloed in de kapittels van seculiere kerken. Het hoeft geen betoog dat de doelstellingen van deze adel afweken van de christelijke idealen. De vermenging van adel en clerus vond haar oorzaak in het gebruik dat slechts de oudste zoon het leencontract van zijn vader kon erven. De andere zonen waren verplicht te huwen met erfdochters of in te treden in een klooster, lid te worden van een kapittelkerk of in te treden in een ridderorde.

In de aanvang wierp de vernieuwingsbeweging van Cluny in de 10e eeuw een dam op tegen deze trend. Toen ook deze contrabeweging niet efficiënt genoeg bleek, richtte Bernardus van Clairvaux de Cisterciënzerorde op, die extreme eenvoud en nederigheid in haar vaandel droeg. Daardoor kwam het zwaartepunt terug te liggen op vroomheid en herbronning van het christelijk gedachtegoed. Het herstel van het benoemingsrecht van hoge kerkelijke ambten door de paus na de investituurstrijd versterkte deze trend.